# Stanley Cohen (biochemik)
Stanley Cohen (17. listopadu 1922, Brooklyn, dnešní New York, New York, USA – 5. února 2020, Nashville, Tennessee, USA) byl americký biochemik, fyziolog a vysokoškolský profesor, který je známý díky významnému objevu v oblasti buněčné signalizace a růstu buněk. V roce 1986 spolu s italskou neuroložkou Ritou Leviovou-Montalciniovou získal Nobelovu cenu za fyziologii a lékařství za objev nervového a epidermálního růstového faktoru, které mají zásadní význam pro pochopení mechanismů regulujících růst buněk a orgánů. Tento objev položil základ zcela nové oblasti výzkumu buněčné signalizace, významně rozšířil naše znalosti o mnoha typech nemocí a vedl k rozvoji nových přístupů v léčbě různých chorob, včetně rakoviny.
Cohen studoval chemii, biologii a zoologii na Brooklyn College (bakalářský titul, 1943), Oberlin College (magisterský titul, 1945) a roku 1948 získal doktorát z biochemie na Michiganské univerzitě. Své zásadní objevy Cohen a Leviová-Montalciniová učinili v 50. letech 20. století, když pracovali na Washingtonské univerzitě v St. Louis. Cohen izoloval nervový růstový faktor (NGF), přírodní látku, o níž Levi-Montalciniová zjistila, že stimuluje růst nervových buněk a vláken. Později nalezl další buněčný růstový faktor, který označil jako epidermální růstový faktor (EGF) a objevil na povrchu buněk receptory pro EGF (EGFR).
Svůj výzkum na Washingtonově univerzitě Cohen vedl až do roku 1959, poté přešel na Vanderbiltovu univerzitu v Nashvillu ve státě Tennessee, kde dalších čtyřicet let pokračoval ve studiu buněčných růstových faktorů a stal se nejprve mimořádným a v roce 1967 řádným profesorem biochemie. V roce 2000 odešel do důchodu jako emeritní profesor. Zemřel v únoru 2020 ve věku 97 let.

## Mládí a studia
Stanley Cohen se narodil 17. listopadu 1922 v Brooklynu a měl tři sourozence. V dětství prodělal dětskou obrnu a kvůli tomu kulhal. Rodiče byli židovští přistěhovalci z Ruska, kteří se usadili v New Yorku. Jeho otec byl krejčí a matka byla v domácnosti. Přestože rodiče sami neměli vyšší vzdělání, přáli si, aby syn studoval. Stanley vystudoval chemii a biologii na Brooklyn College, kde se neplatilo školné a v roce 1943 zde získal bakalářský titul. Poté pracoval jako bakteriolog v továrně na zpracování mléka, aby si vydělal peníze na další studium. Dostal stipendium a v roce 1945 získal magisterský titul v oboru zoologie na Oberlin College a v roce 1948 doktorát z biochemie na Michiganské univerzitě.

## Profesní život
Jeho prvním akademickým působištěm byla katedra pediatrie a biochemie na Coloradské univerzitě v Denveru, kde se zabýval metabolismem předčasně narozených dětí. V roce 1952 přešel jako postdoktorand Americké společnosti pro výzkum rakoviny na Washingtonovu univerzitu v St. Louis, kde se nejprve na katedře radiologie zdokonalil v používání izotopovů jako značkovačů, a poté pracoval na katedře zoologie. Ve spolupráci s Ritou Levi-Montalciniovou izoloval nervový růstový faktor (NGF), přírodní látku, o níž Levi-Montalciniová zjistila, že stimuluje růst nervových buněk a vláken. Později izoloval další protein, který dokázal urychlit prořezávání řezáků a otevírání očních víček u novorozených myší a protože podporoval růst epidermálních tkání, nazval ho epidermální růstový faktor (EGF).
Kromě práce v laboratoři se Cohen pravidelně účastnil vědeckého klubu, kde s kolegy debatovali a diskutovali o odborných otázkách. Jeho členy byli Arthur Kornberg, Martin Kamen, Paul Berg a další členové fakulty a Cohen debaty považoval za nejlepší vzdělání, jakého se mu kdy dostalo. Kornberg a Berg se také stali laureáty Nobelovy ceny.
Ve studiu buněčných růstových faktorů Cohen pokračoval i poté, co v roce 1959 nastoupil na lékařskou fakultu Vanderbiltovy univerzity v Nashvillu, nejprve jako asistent, od roku 1962 jako mimořádný a od roku 1967 řádný profesor. Pokračoval v purifikaci a kompletní chemické analýze EGF a spolu se svými spolupracovníky zjistil, že EGF ovlivňuje celou řadu vývojových dějů v těle. Studoval jeho vazbu na receptory na povrchu buněk a objevil také mechanismy, kterými se EGF dostává do jednotlivých buněk, definoval cílové buňky, které budou na EGF reagovat a jakým způsobem na ně působí. Objevil tak mechanismus účinku, konkrétně signální kaskády, které vyvolávají buněčný růst. Výzkumníci později začali cíleně působit na receptory růstových faktorů, aby tyto kaskády zesílili nebo potlačili a léčili tak například rakovinu prsu a další druhy rakoviny, poškození oční rohovky a těžké popáleniny. Cohen později objevil 20 dalších růstových faktorů a vyvinul metodu prevence nekrotizující enterokolitidy u hlodavců. V roce 2000 odešel do důchodu.
Jeho výzkum posloužil jako model, který vedl k identifikaci téměř 100 dalších růstových faktorů a nejméně 50 receptorů s důležitými biologickými účinky u člověka. V současnosti jeho objev pomáhá nespočtu pacientů s karcinomem plic, tlustého střeva a hlavy a krku, u nichž je farmakologická blokáda receptoru pro epidermální růstový faktor (EGFR) základem léčby.

## Ocenění
V roce 1986 byl Stanley Cohen společně s Ritou Leviovou-Montalciniovou oceněn Nobelovou cenou za fyziologii a lékařství za objev epidermálního růstového faktoru, respektive nervového růstového faktoru. Objev růstových faktorů umožnil lepší pochopení chorobných stavů, jako jsou vývojové vady, degenerativní změny u senilní demence, opožděné hojení ran a nádorová onemocnění, a vedl k vývoji nových léčiv a zlepšení léčby různých onemocnění, včetně rakoviny. Cohenova práce umožnila nahlédnout do hormonální regulace růstu a dělení buněk, pomohla vysvětlit růst rakovinných buněk i normálních buněk a tkání a hrála významnou roli při objevu dalších dříve neznámých růstových faktorů.
Kromě Nobelovy ceny získal Cohen mnoho vyznamenání a ocenění z celého světa.
- 1981 H.P. Robertson Memorial Award
- 1982 cena Lewis S. Rosenstiela
- 1982 cena Alfreda P. Sloana, Jr.
- 1983 cena Louisy Gross Horwitzové společně s Ritou Levi-Montalciniovou
- 1985 mezinárodní cena Gairdnerovy nadace
- 1986 cena Alberta Laskera za základní lékařský výzkum společně s Ritou Levi-Montalciniovou
- 1986 národní medaile za vědu
- 1988 Pincusova medaile

Byl držitelem čestných doktorátů z Chicagské a Washingtonovy univerzity a členem Národní akademie věd Spojených států amerických (od roku 1980) a Americké akademie umění a věd (od roku 1984).

## Osobní život
Během studia na Washingtonově univerzitě se naučil hrát na klarinet. Když izoloval nervový růstový faktor, trávil mnoho probdělých nocí v laboratoři a mezi sběrem frakcí cvičil hru na klarinet. Hrál také v kvartetu s ostatními vědci, například Kamen hrál na housle. Byl vášnivým hráčem tenisové čtyřhry, na kurtu byl velmi soutěživý, přestože měl od dětství handicap po prodělané obrně. Rád poslouchal hudbu a jezdil na kánoi. Krátce po odchodu do důchodu se na několik let přestěhoval do Arizony, kde objevil vášeň pro jízdu v terénu a často se ve svém černém džípu účatnil různých Jeep Jamborees. Hodně času věnoval také dobrovolné práci na střední škole jako poradce pro přírodní vědy.
Cohen byl dvakrát ženatý a měl tři syny. Zemřel v únoru 2020 ve věku 97 let.